# Élections municipales de 2026 à Lille
Pour des articles plus généraux, voir Élections municipales françaises de 2026 et Élections municipales de 2026 dans le Nord.
Les élections municipales de 2026 à Lille auront lieu en mars 2026. Elles visent au renouvellement du conseil municipal et du conseil métropolitain de la métropole européenne de Lille.

## Modalités du scrutin

### Dates
Ces élections se tiendront en mars 2026, les dates précises seront annoncées par décret au moins 3 mois avant le scrutin.

### Mode de scrutin
L'élection des conseillers municipaux et métropolitains se déroule selon un scrutin de liste à deux tours avec prime majoritaire : les candidats se présentent en listes complètes avec la possibilité de deux candidats supplémentaires. Lors du vote, on ne peut faire ni adjonction, ni suppression, ni modification de l'ordre de présentation des listes. Chaque bulletin de vote comporte deux listes : une liste de candidats aux seules élections municipales et une liste de ceux également candidats au conseil métropolitain.
Le nombre de sièges à pourvoir au conseil municipal de Lille correspond à celui des communes dont la population est comprise entre 200 000 et 250 000 habitants, soit 61 sièges. Les conseillers municipaux sont élus au suffrage universel direct pour une durée de mandat de six ans. L'élection se termine au premier tour en cas de majorité absolue. Le cas échéant, un second tour a lieu. Les listes qui ont obtenu au moins 10 % des suffrages exprimés au premier tour peuvent se présenter au second. Les candidats des listes qui ont obtenu plus de 5 % des suffrages exprimés au premier tour peuvent rejoindre une autre liste.
La liste ayant obtenu le plus de voix se voit attribuer la moitié des sièges, arrondie à l'entier supérieur si nécessaire. Ainsi, la liste majoritaire obtiens automatiquement 31 sièges. Les 30 sièges restants sont attribués à la représentation proportionnelle à la plus forte moyenne aux listes ayant obtenu au moins 5 % des suffrages exprimés au second tour (ou au premier tour en cas de tour unique).

## Contexte

### Scrutin précédent
Les élections municipales de 2020 ont été marquées par une abstention massive en raison de la pandémie de Covid-19, la participation lors du 1er tour s'étant effondrée de 47 % en 2014 à 33 % en 2020.
Sur le plan local, la liste conduite par la socialiste Martine Aubry, candidate à sa propre succession, soutenue par le Parti communiste et le Parti radical de gauche, parvient à se maintenir en tête bien que perdant 4 sièges. Il est toutefois à noter que Europe Écologie - Les Verts, qui avait fusionné au 2d tour en 2014 sur la liste avec la majorité municipale, a maintenu sa propre liste pour l'élection de 2020 réussissant à obtenir 12 sièges.
Cette victoire est néanmoins réalisée sur le fil : la Capitale des Flandres manque en effet d'être également remportée par Europe Écologie les Verts comme de nombreuses autres grandes villes, seulement 227 voix séparant la liste de la maire sortante de de celle des écologistes menée par Stéphane Baly,,.
La liste centriste La République en Marche - MoDem - UDI menée par Violette Spillebout réussi à entrer au conseil municipal et obtient les 6 derniers sièges en lice.
Les Républicains et le Rassemblement national ont quant à eux disparus de l'hémicycle lillois, n'ayant pas atteint les 10 % au 1er tour et n'ayant pas fusionné avec une autre liste pour le 2d.

### Contexte politique local
La gauche confirme son fort ancrage historique lors des élections régionales de 2021 : la liste de Karima Delli regroupant l'ensemble des partis de gauche remportant 48,33 % des suffrages lors du premier tour puis 52,41 % au second sur Lille.
Jean-Luc Mélenchon réalise un score de 40 % au premier tour de l'élection présidentielle de 2022, distançant largement Emmanuel Macron et ses 26 %, lequel obtient par la suite plus de 76 % des voix lilloises face à Marine Le Pen au second tour. Les candidats de la Nouvelle union populaire écologique et sociale remportent trois des cinq circonscriptions législatives de Lille lors des élections législatives de 2022 tandis que les candidats du camp présidentiel, dont Violette Spillebout, remportent les deux autres.
Pour les élections européennes de 2024, la liste insoumise de Manon Aubry termine en tête avec près de 26 % des suffrages devant la liste socialiste menée par Raphaël Glucksmann qui en obtient 17,5 %. Les élections législatives anticipées qui suivent ne voit pas de changements dans les étiquettes des députés lillois élus.
Maire de Lille depuis 2001, Martine Aubry a décidé de rendre son mandat de maire à compter du 21 mars 2025, laissant ainsi la place à Arnaud Deslandes,.

## Candidatures déclarées
Le 23 mars 2024, Violette Spillebout, déjà tête de liste macroniste en 2020 et députée de la 9e circonscription, annonce être à nouveau candidate pour les élections de 2026,.
Le 1er septembre 2024, Louis Delemer annonce qu'il portera la liste de la droite républicaine dans les élections municipales à venir.
Le 5 novembre 2024, c'est Stéphane Baly, tête de liste écologiste qui avait échoué de peu à ravir la mairie lors des élections précédentes, qui est désigné par les militants pour être à nouveau candidat en 2026.
Le 15 juin 2025, Faustine Balmelle-Delauzun annonce sa candidature pour la liste Génération.s, désignée par les militantes et militants du parti.

## Sondages
Tout sondage d'opinion est affecté par une marge d'erreur.
Une couleur arbitraire est associée à chaque institut de sondage ; ces couleurs sont une aide visuelle et ne correspondent pas à une tendance politique.

## Résultats
|                          |                            |       |              |              |             |             |        |        |  |
| Tête de liste            | Tête de liste              | Liste | Premier tour | Premier tour | Second tour | Second tour | Sièges | Sièges |  |
| Tête de liste            | Tête de liste              | Liste | Voix         | %            | Voix        | %           | CM     | CC     |  |
|                          | Faustine Balmelle-Delauzun | G·s   |              |              |             |             |        |        |  |
|                          |                            |       |              |              |             |             |        |        |  |
|                          | Stéphane Baly              | LÉ    |              |              |             |             |        |        |  |
|                          |                            |       |              |              |             |             |        |        |  |
|                          | Louis Delemer              | LR    |              |              |             |             |        |        |  |
|                          |                            |       |              |              |             |             |        |        |  |
|                          | Violette Spillebout        | RE    |              |              |             |             |        |        |  |
|                          |                            |       |              |              |             |             |        |        |  |
|                          |                            |       |              |              |             |             |        |        |  |
| Votes valides            |                            |       |              |              |             |             |        |        |  |
| Votes blancs             |                            |       |              |              |             |             |        |        |  |
| Votes nuls               |                            |       |              |              |             |             |        |        |  |
| Total                    | Total                      | Total |              | 100          |             | 100         | 61     | 33     |  |
| Abstention               |                            |       |              |              |             |             |        |        |  |
| Inscrits / participation |                            |       |              |              |             |             |        |        |  |